# Tensor Processing Unit

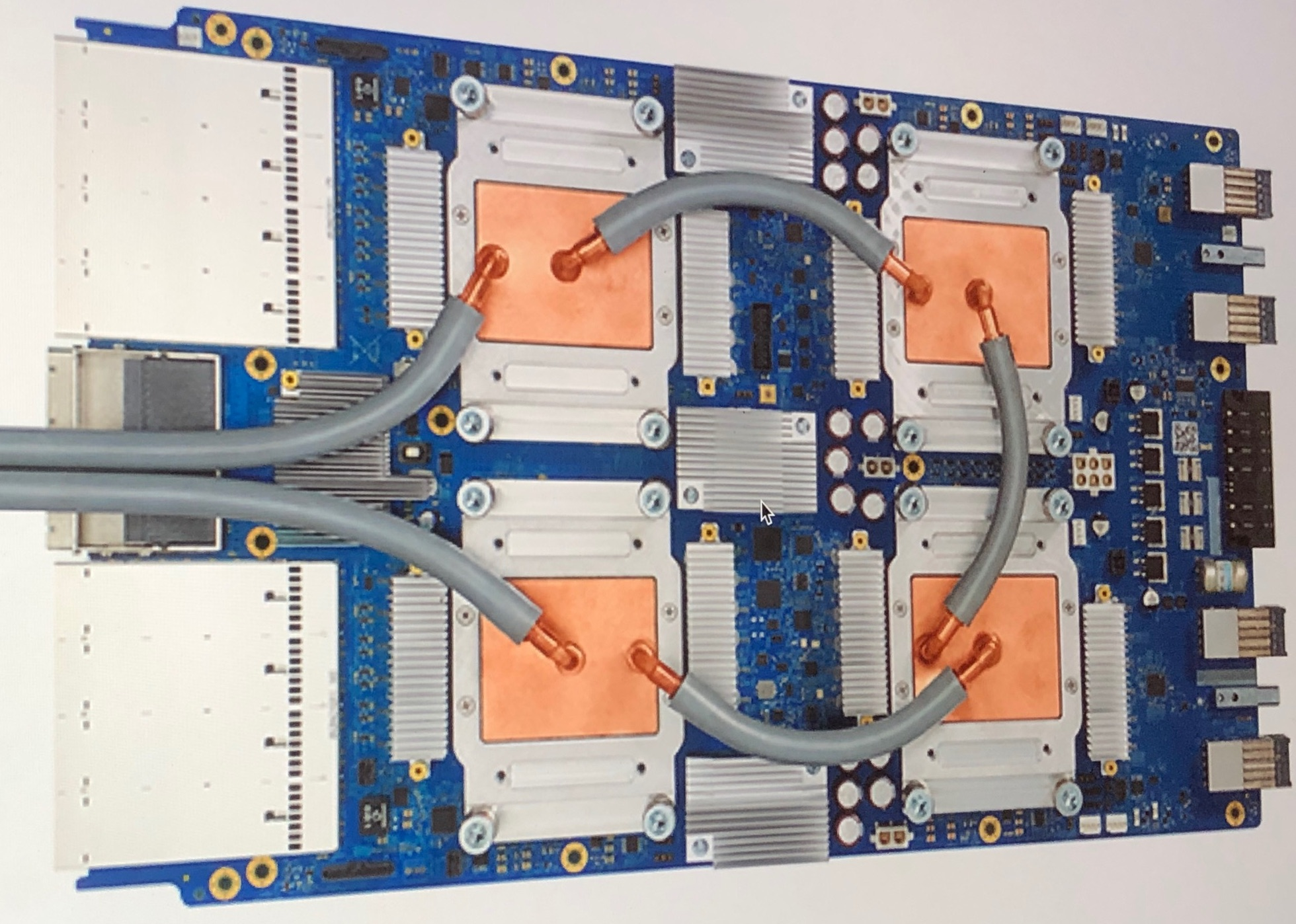
Un Tensor Processing Unit 3.0 datant de mai 2016

Un Tensor Processing Unit (TPU, unité de traitement de tenseur) est un circuit intégré spécifique pour une application (ASIC), développé par Google spécifiquement pour accélérer les systèmes d'intelligence artificielle par réseaux de neurones.

## Résumé
Les TPU ont été annoncés en 2016 au Google I/O, lorsque la société a déclaré les utiliser dans leurs centres de données depuis plus d'un an. La puce a été conçue spécialement pour TensorFlow, une bibliothèque logicielle mathématique qui est utilisée pour l'apprentissage automatique dans des applications telles que les réseaux de neurones. Cependant, Google utilise toujours les CPU et GPU pour d'autres types d'apprentissage automatique.